# Vastogirardi
Vastogirardi là một đô thị ở tỉnh Isernia trong vùng Molise, có cự ly khoảng 40 km về phía tây bắc của Campobasso và khoảng 20 km về phía bắc của Isernia. Tại thời điểm ngày 31 tháng 12 năm 2004, đô thị này có dân số 789 và diện tích là 60,9 km².
Vastogirardi giáp các đô thị: Agnone, Capracotta, Carovilli, Castel di Sangro, Forlì del Sannio, Rionero Sannitico, Roccasicura, San Pietro Avellana.